# Бизнес-образование
Бизнес-образование — получение необходимых теоретических знаний и практических навыков, необходимых для работы в сфере бизнеса.

## Особенности бизнес-образования
Отличия бизнес- от традиционного образования:
- Научение, а не изучение. Ориентация на получение дополнительных возможностей в результате освоение новых умений и навыков.
- Направленность на решение актуальных практических проблем, достижение конкретных результатов.
- Приоритетность активных методов обучения, когда учащийся принимает участие в получении знаний и формировании навыков.
- Поиск правильного ответа в отличие от поиска приемлемого результата.
- Преподаватель играет роль помощника, организующего процесс так, чтобы учащиеся становились соавторами обучения.
- Степень выполнения поставленных задач контролирует сам обучающийся[1].
- Решение кейсов, разбор примеров из рабочей практики.

## Изучаемые предметы
- Бизнес-процессы
- Стратегическое планирование
- Операционное управление
- Работа с командой
- Маркетинг-система
- Структура продаж
- Финансовое планирование
- Юридическая безопасность
- Масштабирование и франчайзинг
- Инвестиции[2]

## Бизнес-образование в России
Среди слушателей российских учебных бизнес-программ повысились требования к содержанию и формам преподавания, предполагающим использование реальных ситуаций из российской деловой практики. Курсы, построенные только на западном материале, уже не пользуются спросом и популярностью. Руководители, обеспечивающие выживание и развитие предприятий в непростых экономических условиях, уже не хотят изучать темы, которые не приносят немедленную пользу в их повседневной деятельности.
Образовательные потребности российских слушателей и спрос на учебные программы существенно различается в зависимости от возраста и занимаемой должности. Если молодые специалисты предпочитают программы или иные долгосрочные фундаментальные учебные программы, то более взрослые и опытные менеджеры выбирают преимущественно краткосрочные, максимально приближенные к непосредственному применению учебные курсы.
Сегодня максимальным спросом в России пользуются программы, основанные на анализе реальных бизнес-проблем. Такие курсы состоят из 3—4-дневных интенсивных учебных модулей, разделенных периодами от 3 до 4 недель. Такая структура изложения учебного материала дает возможность сочетать процесс обучения с воплощением полученных знаний и навыков на практике, что существенно повышает общую эффективность получаемого бизнес-образования.
Всё больший спрос и популярность на рынке бизнес-образования набирает такое направление, как коучинг. Руководители, менеджеры осознают, что достичь баланса личной и профессиональной областей жизни, приносящего наибольшее удовлетворение и являющегося максимально эффективным, без профессиональных консультаций с коучем становится непросто. Во многих компаниях практикуется обучение сотрудников коучинг-менеджменту.